# Губарёвское сельское поселение
Губарёвское сельское поселение — муниципальное образование в Семилукском районе Воронежской области.
Административный центр — село Губарёво.

## Административное деление
На территории поселения находятся следующие населённые пункты:
| Название                   | Тип населённого пункта | Население (2007 год) |
| -------------------------- | ---------------------- | -------------------- |
| Губарёво                   | Село                   | 899                  |
| Богоявленка                | Село                   | 44                   |
| Посёлок совхоза «Раздолье» | Посёлок                | 478                  |
| Терновое                   | Село                   | 105                  |
| Гудовка                    | Село                   | 168                  |
| Студёновка                 | Село                   | 35                   |
| Чудовка                    | Село                   | 31                   |